# Alwin Stützer
Alwin Stützer (* 24. Juli 1889 in Berlin-Charlottenburg; † 6. März 1974 in Passau) war ein deutscher Landschafts- und Aquarellmaler.

## Leben
Alwin Stützer wurde 1889 als Sohn eines wohlhabenden Metzgers geboren. Nachdem er seine Ausbildung abgeschlossen hatte, begann er seine berufliche Laufbahn als Kaufmann. Im Jahr 1913 zog er nach München. Während des Ersten Weltkriegs diente er von 1914 bis 1918 als Freiwilliger. Ab 1921 widmete er sich autodidaktisch der Malerei. Ein Jahr später, 1922, trat er der Münchner Künstlergenossenschaft bei. Seit 1923 beteiligte er sich an Ausstellungen im Glaspalast. Es folgten zahlreiche andere Ausstellungsteilnahmen. Werke von ihm wurden auch von Museen (u. a. Pinakothek der Moderne, Lenbachhaus, MMK Passau, Bayerisches Armeemuseum) und der Staatlichen Graphischen Sammlung München angekauft.
Zwischen 1939 und 1945 war er als Kriegsmaler aktiv. Sein Atelier und seine meisten dort befindlichen Werke wurden durch einen Luftangriff zerstört. Nach dem Zweiten Weltkrieg im Jahr 1945 zog er nach Neuburg am Inn. Von 1945 bis 1947 wurde Stützer mit einem Berufsverbot belegt. Ab 1951 war er Mitglied der Donau-Wald-Gruppe. Im Jahr 1969 wurde Stützer der Ostbayerische Kulturpreis verliehen. 1974 stellte er mit seinem Freund Heinz Theuerjahr in Paris aus. Alwin Stützer verstarb am 6. März 1974 in Passau.
Seine Malerei war anfangs expressionistisch. In den 1930er Jahren orientierte er sich in Richtung der Neuen Sachlichkeit. Inhaltlich lag der Schwerpunkt auf Landschaftsbildern mit Motiven aus dem Voralpenland. Später orientierte er sich an dem vom NS-Regime bevorzugten Realismus. Bilder von ihm wurden 1939/1940 in der Großen Deutschen Kunstausstellung gezeigt. Adolf Hitler kaufte zwei Kriegsbilder an. Nach dem Krieg blieb er zwar der gegenständlichen Malerei treu, wandte sich aber einen mehr konstruktivistischen Stil bei seinen Landschaften, Stadtansichten oder Stillleben zu.

## Werke (Auswahl)
- Selbstbildnis, Öl auf Holz, 50 cm × 45 cm, Signatur oben rechts: „Stützer“, Städtische Galerie im Lenbachhaus und Kunstbau München
- Vorstadt im Schnee, Aquarell, 36,5 cm × 48,5 cm, Signatur unten links: „Stützer“, Städtische Galerie im Lenbachhaus und Kunstbau München[4]
- Hügelige Landschaft, 1935, Öl auf Leinwand, 50 × 70 cm, Pinakothek der Moderne
- Früher Mond, 1956, Hartfaserplatte, 49,7 × 69,5 cm, MMK Passau
- Sonnenblumen, 1955, Hartfaserplatte, 50 × 69,8 cm, MMK Passau
- Schwarze Fahne, 1968, Leinwand, 43 × 65 cm, Pinakothek der Moderne[5]
- Abend, 1970, Leinwand, 49,7 × 69,5 cm, MMK Passau[6]